# Tigran Petrosjan
Tigran Vartanovič Petrosjan (Tbilisi, 17. lipnja 1929. – Moskva, 13. kolovoza 1984.), bio je armensko-sovjetski velemajstor te 12. svjetski šahovski prvak. Poznat je po defenzivnom stilu igre.

## Životopis
Po nacionalnosti Armenac, Petrosjan je rođen u selu Mulki u regionu Aragatsotn, Armenija, a u djetinjstvu je živio u Tbilisiju, Gruzija. Najveći dio života proveo je u ruskom glavnom gradu Moskvi. Naučio je igrati šah s 8 godina. Za Petrosjana je značajan korak bilo preseljenje u Moskvu 1949., gdje je počeo igrati i gdje je pobijedio na mnogim turnirima. Pobijedio je na turniru u Moskvi 1951. i od tada počinje njegov stalni razvoj i uspon. Njegov prvi šahovski trener bio je četverostruki prvak Gruzije, Arčil Ebralidze.
Njegovi rezultati na trogodišnjim turnirima kandidata, na kojima se određivao izazivač svjetskog prvaka, pokazuju stalni uspon: peti u Zürichu 1953., treći u Amsterdamu 1956., treći u Jugoslaviji 1959., prvi u Curaçau 1962. Godine 1963. pobijedio je Mihaila Botvinika 12.5 : 9.5 i postao svjetski prvak u šahu. Njegov strpljivi, defanzivni stil frustrirao je Botvinika, čiji je svaki riskantni potez Petrosjan kažnjavao.
Petrosjan je obranio titulu 1966., kada je pobijedio Borisa Spaskog 12.5 : 11.5, kao prvi svjetski prvak koji je obranio titulu od vremena kad je Aljehin pobijedio Bogoljubova 1934. Godine 1968. dodijeljena mu je titula doktora filozofije na univerzitetu u Erevanu za tezu "Šahovska logika". Godine 1969. Spaski mu se revanširao, pobijedivši ga 12.5 : 10.5 i preuzeo titulu.
Bio je jedini igrač koji je dobio partiju protiv Bobbyja Fischera za vrijeme mečeva kandidata 1971., prekinuvši tako niz od 20 Fischerovih uzastopnih pobjeda (7 na međunarodnom turniru u Palma de Mallorci 1970., 6 protiv Tajmanova, 6 protiv Larsena i prve partije u njihovom međusobnom meču).
Najvažniji kasniji uspjesi su pobjeda na memorijalnom turniru u čast Keresa 1979. u Tallinnu (12/16 bez poraza, ispred Talja, Bronsteina i drugih), podjela prvog mjesta (s Portischem i Hübnerom) u Rio de Janeiru iste godine, i 2. mjesto u Tilburgu 1981., pola boda iza Beljavskog. Tamo je odigrao svoju posljednju slavnu partiju protiv mladog Kasparova
Petrosjan je umro od raka 1984. godine.
Po njemu su nazvana dva velika šahovska otvaranja: Petrosjanova varijanta Kraljeve indijske obrane (1. d4 Sf6 2. c4 g6 3. Sc3 Lg7 4. e4 d6 5. Sf3 O-O 6. Le2 e5 7. d5) i Petrosjanov sistem u Daminoj indijskoj obrani (1. d4 Sf6 2. c4 e6 3. Sf3 b6 4. a3). Jedna varijanta Caro-Kann obrane također nosi njegovo ime (zajedno s bivšim svjetskim prvakom Smislovom): Petrosjan-Smislovljeva varijanta (1. e4 c6 2. d4 d5 3. Sc3 dxe4 4. S:e4 Sd7).
Najpoznatiji je po tome što je bio jedan od najboljih igrača–pionira teorije preventivnog šaha, godinama poslije Nimzowitscha. Njegov stil igre često je bio strateški; bio je poznat po predviđanju mogućih napada protivnika i po tome što je svoju igru zasnivao na izbjegavanju grešaka, zadovoljan malim napredovanjem. Njegove se partije široko koriste za obuku u šahovskim školama širom svijeta. Najraniji utjecaj na njega imali su spomenuti Nimzowitsch i čuveni José Raúl Capablanca. Bio je glavni urednik šahovskog časopisa Šahmatnaja Moskva od 1963-66.

## Za daljnje čitanje
- World chess champions, Edward G. Winter (urednik), 1981. ISBN 0080249041 nevaljani ISBN
- Twelve Great Chess Players and Their Best Games, Irving Chernev, Dover, kolovoz 1995. ISBN 0486286746

## Vanjske poveznice
- Šahovske partije Tigrana Petrosjana
- 50 kritičnih pozicija iz Petrosjanovih partija
- 1850 partija Tigrana Petrosjana  Arhivirana inačica izvorne stranice od 20. listopada 2010. (Wayback Machine)